# Skyler Gisondo
Skyler Gisondo (Palm Beach County, 22 juli 1996) is een Amerikaans acteur en stemacteur.

## Biografie
Gisondo werd geboren in Palm Beach County in een gezin van drie kinderen. Op elfjarige leeftijd werd hij ontdekt als acteur en werd gevraagd om te spelen in een tv-commercial van Pizza Hut.
Gisondo begon in 2003 als jeugdacteur in de televisieserie Miss Match, waarna hij nog meerdere rollen speelde in televisieseries en films.

## Filmografie

### Films
Uitgezonderd korte films.
- 2025 Superman - als Jimmy Olsen
- 2021 Licorice Pizza - als Lance Brannigan
- 2021 The Starling - als Dickie
- 2020 The Binge - als Griffin
- 2020 The Social Dilemma - als Ben
- 2019 Feast of the Seven Fishes - als Tony
- 2019 The Cat and the Moon - als Seamus
- 2019 Booksmart - als Jared
- 2018 Time Freak - als Evan
- 2017 Class Rank - als Bernard Flannigan
- 2016 Hard Sell - als Hardy Buchanon
- 2016 Monkey Up - als Mort (stem)
- 2015 Vacation - als James Griswold
- 2014 Night at the Museum 3 - als Nicky Daley
- 2014 Buttwhistle – als Roadcap
- 2014 The Amazing Spider-Man 2 – als Howard Stacy
- 2013 Middle Age Rage – als Hunt Bobeck
- 2012 The Amazing Spider-Man – als Howard Stacy
- 2012 The Three Stooges – als jonge Moe
- 2012 Treasure Buddies – als B-Dawg (stem)
- 2012 Isabel – als Eric Lorenz
- 2011 Spooky Buddies – als Billy / B-Dawg (stemmen)
- 2011 Little in Common – als Donovan Weller
- 2009 Santa Buddies – als B-Dawg (stem)
- 2009 Space Buddies – als B-Dawg (stem)
- 2008 Anywhere But Home – als Connor
- 2008 For Heaven's Sake – als Ben Whitman
- 2008 Snow Buddies – als B-Dawg (stem)
- 2007 I'm In Hell – als Blake Otis
- 2007 Walk Hard: The Dewey Cox Story – als Dewdrop
- 2007 Halloween – als Tommy Doyle
- 2006 Air Buddies – als B-Dawg (stem)
- 2006 Jam – als Robert
- 2003 Crazy Love – als zoon van Spielberg

### Televisieseries
Uitgezonderd eenmalige gastrollen.
- 2019-2023 The Righteous Gemstones - als Gideon Gemstone - 21 afl.
- 2022 The Resort - als Sam - 8 afl.
- 2021-2022 Fairfax - als diverse stemmen - 16 afl.
- 2017–2019 Santa Clarita Diet als Eric – 30 afl.
- 2017 Wet Hot American Summer: Ten Years Later - als Deegs - 3 afl.
- 2010-2012 Psych – als jonge Shawn – 11 afl.
- 2009-2010 Eastwick – als Gene Friesen – 2 afl.
- 2007-2009 The Bill Engvall Show – als Bryan Pearson – 31 afl.
- 2006 ER – als Timmy Jankowski – 2 afl. (21 Guns en Bloodline)

## Young Artist Award
- 2012 in de categorie Beste Optreden door een Cast in een DVD-Film met de film Spooky Buddies - gewonnen.
- 2010 in de categorie Beste Optreden door een Jeugdacteur in een Televisieserie met de televisieserie The Bill Engvall Show - genomineerd.
- 2009 in de categorie Beste Optreden door een Jeugdacteur in een Televisieserie met de televisieserie The Bill Engvall Show - gewonnen.
- 2009 in de categorie Beste Optreden door een Jeugdacteur in een Televisieserie met de televisieserie The Bill Engvall Show - genomineerd.
- 2007 in de categorie Beste Optreden door een Jeugdacteur in een Televisieserie met de televisieserie House - genomineerd.

- Bibsys: 1470399608865
- International Standard Name Identifier: 0000 0000 7792 8684
- Library of Congress Control Number: no2010065626
- MusicBrainz: da4cf086-3c1e-4695-b1e7-33d97dc499f5
- Système universitaire de documentation: 240280296
- Virtual International Authority File: 120574737
- WorldCat: E39PBJyWYHW3qfQHHtKTccwgrq